# Катедра за хунгарологију Филолошког факултета Универзитета у Београду
Катедра за хунгарологију Филолошког факултета Универзитета у Београду налази се на адреси Студентски трг 3, између зграде Ректората Универзитета у Београду и задужбине Илије М. Коларца. Катедра за хунгарологију једна је од 34 наставне и научноисраживачке јединице Филолошког факултета.

### Историјат катедре за хунгарологију
Катедра за хунгарологију настала је 7. октобра 1994. године на иницијативу проф. др Саве Бабића. Он је увидео потребу за оснивање ове катедре, будући да иста катедра постоји на Филозофском факултету Универзитета у Новом Саду, која је намењена само студентима којима је мађарски језик матерњи. Идеја проф. др Саве Бабића била је да оснује катедру за хунгарологију за студенте којима мађарски није матерњи језик, а желе да уче о мађарском језику, књижевности и култури. Позитивним одговором научног већа Филолошког факултета у Београду у току 1993. и 1994. године основана је библиотека катедре за хунгарологију, која је у почетку добијала публикације донацијом. Основни део фонда чинила је и лична библиотека проф др. Саве Бабића. Прва генерација студената уписана је школске 1994/1995. године. 

### Образовање на катедри за хунгарологију
Мађарски језик се учи на Филолошком факултету Универзитета у Београду у оквиру студијског програма Језик, Књижевност и Култура (ЈКК). У склопу овог студијског програма студенти стичу знање из мађарске књижевности, језика, културе, географије, историје, економије и спорта. Катедру могу уписати 12 студената у склопу једне академске године, од чега се 8 студената финансира из буџета, а 4 студената је на самофинансирању. Рад и комуникација између студената и професора је одлична, зато што је група мала.   

### Сарадња са другим установама и ваннаставне активности
Од самог оснивања, катедра за хунгарологију ангажује лекторе из Мађарске који помажу студентима и посредници су између две културе.  Они су заступници Института Балаши из Будимпеште.  Ова установа организује стручне скупове и усавршавања за професоре и лекторе. Такође, организује и десетомесечни студијски боравак у свом колегијуму студентима завршних година, а сваке године Институт поклања катедри и литературу из области мађарског језика и књижевности. Поред ове дугогодишње сарадње, катедра за хунгарологију сарађује и са осталим катедрама. Пре свега, сарађује са катедром за мађарски језик и књижевност Филозофског факултета Универзитата у Новом Саду, али је такође успостављена и сарадња са катедрама хунгарологије из Хамбурга, Загреба, Софије, Марибора и Кракова.
Зависно од својих афинитета, студенти су активни у ваннаставним активностима које реализује катедра, а неке од њих су сусрет са писцима и уметницима, организовање књижевних матинеа, гостовања у мађарским позориштима и посете представама и филмовима. 

### Наставни кадар
Управик катедре је др Марко Чудић, који је поред мр Сандре Буљановић Симоновић и др Монике Бале био и студент ове катедре. Он је први одбранио докторску дисертацију на овој катедри 2011. године. 
| Редовни професори       | Вандредни професори | Лектори                       | Доценти        | Асистенти            |
| ----------------------- | ------------------- | ----------------------------- | -------------- | -------------------- |
| проф. др Едита Андрић   | др Марко Чудић      | др Едит Богар                 | др Моника Бала | ма Јелена Тричковска |
| проф. др Анамарија Бене |                     | мр Сандра Буљановић Симоновић |                |                      |
|                         |                     | Богларка Вермеки              |                |                      |

### Наставни програм (главни предмети)
Наставни програм на Основним академским студијама.

| Назив предмета               | Семестар | Број ЕСПБ бодова |
| ---------------------------- | -------- | ---------------- |
| Увод у хунгарологију         | 1        | 3                |
| Мађарска књижевност 1        | 1        | 6                |
| Мађарски језик 1             | 1        | 3                |
| Савремени мађарски језик Г-1 | 1        | 6                |
| Увод у хунгарологију 2       | 2        | 3                |
| Мађарска књижевност 2        | 2        | 6                |
| Мађарски језик 2             | 2        | 3                |
| Савремени мађарски језик Г-2 | 2        | 6                |

| Назив предмета                           | Семестар | Број ЕСПБ бодова |
| ---------------------------------------- | -------- | ---------------- |
| Мађарско-српске књижевне везе 19. века 1 | 3        | 3                |
| Мађарска књижевност 3                    | 3        | 6                |
| Мађарски језик 3                         | 3        | 3                |
| Савремени мађарски језик Г-3             | 3        | 6                |
| Мађарско-српске књижевне везе 19. века 2 | 4        | 3                |
| Мађарска књижевност 4                    | 4        | 6                |
| Мађарски језик 4                         | 4        | 3                |
| Савремени мађарски језик Г-4             | 4        | 6                |

| Назив предмета                           | Семестар | Број ЕСПБ бодова |
| ---------------------------------------- | -------- | ---------------- |
| Мађарско-српске књижевне везе 20. века 1 | 5        | 3                |
| Мађарска књижевност 5                    | 5        | 6                |
| Мађарски језик 5                         | 5        | 6                |
| Савремени мађарски језик Г-5             | 5        | 6                |
| Мађарско-српске књижевне везе 20. века 2 | 6        | 3                |
| Мађарска књижевност 6                    | 6        | 6                |
| Мађарски језик 6                         | 6        | 6                |
| Савремени мађарски језик Г-6             | 6        | 6                |

| Назив предмета                | Семестар | Број ЕСПБ бодова |
| ----------------------------- | -------- | ---------------- |
| Теорија и техника превођења 1 | 7        | 3                |
| Мађарска књижевност 7         | 7        | 6                |
| Мађарски језик 7              | 7        | 6                |
| Савремени мађарски језик Г-7  | 7        | 6                |
| Теорија и техника превођења 2 | 8        | 3                |
| Мађарска књижевност 8         | 8        | 6                |
| Мађарски језик 8              | 8        | 6                |
| Савремени мађарски језик Г-8  | 8        | 6                |